# Västerås (Gemeinde)
Koordinaten: 59° 37′ N, 16° 33′ O

Västerås ist eine Gemeinde (schwedisch kommun) in der schwedischen Provinz Västmanlands län und der historischen Provinz Västmanland. Der Hauptort der Gemeinde ist Västerås.
Die Gemeinde nennt sich Västerås stad und meint damit sowohl Västerås als tätort als auch das Gebiet, das die eigentliche Stadt umgibt.

## Orte
Diese Orte sind Ortschaften (tätorter):
| - Barkarö - Dingtuna - Enhagen-Ekbacken - Hökåsen - Irsta - Kvicksund - Kärsta och Bredsdal | - Munga - Skultuna - Tidö-Lindö - Tillberga - Tortuna - Västerås |

## Städtepartnerschaften
Neben vier Partnerschaften mit nordischen Städten pflegt Västerås zu drei weiteren europäischen Städten Partnerschaften:
| - Akureyri, Island - Lahti, Finnland - Randers, Dänemark - Ålesund, Norwegen | - Banja Luka, Bosnien und Herzegowina - Budweis, Tschechien - Kassel, Deutschland |

Mit Gaborone in Botswana und Jinan in der Volksrepublik China gibt es ebenfalls partnerschaftliche Kontakte.